# アンテア (パルミジャニーノ)
『アンテア』（伊: Antea)、は、1525年頃に制作された、イタリアのマニエリスムの芸術家パルミジャニーノによる絵画である。絵画は現在、イタリアのナポリにあるカポディモンテ美術館に所蔵されている。

## 歴史
この作品は、1671年にパラッツォ・デル・ジャルディーノのファルネーゼ・コレクションの一部として言及されている。17世紀の終わりに、絵画は、パルマのパラッツォ・デッラ・ピロッタにあるドゥカール・ギャラリーに移された。 1816年から1817年のパレルモでの短期間を除けば、1734年以来ナポリにある。第二次世界大戦中、絵画はモンテ・カッシーノに移され、そこを占領中のドイツ軍に盗まれて、ベルリンに運ばれ、次にオーストリアのアルタウッセの岩塩鉱山に移されて、そこから1945年にイタリアに戻った。

## 概要
この時期の芸術家の間で一般的長な慣習であったように、パルミジャニーノは以後の作品で再利用するために本作の要素を借用した。すなわち、アンテアの顔は、ウフィツィ美術館にある未完成の『長い首の聖母』の中心人物のグループに付きそう天使の一人として再登場している。本作はまた、パルマ国立美術館の『トルコの奴隷』やウイーンの美術史美術館の『弓を削るキューピッド』といった画家成熟期の他の作品とも関連付けられてきた。
ファルネーゼ・ドゥカール・ギャラリー（1725年）の解説では、ベンヴェヌート・チェッリーニとピエトロ・アレティーノの両方によってローマの有名な遊女として言及されている「アンテアの肖像」、または「パルミジャニーノの最愛の人物」であると記載されている。この帰属は、パルミジャニーノがローマにいた時代（1524年から1527年）までとする、作品の伝統的な年代測定と同様に、後に疑問に付された。豪華であり、かつ流行であった衣服の研究により、女性がパルミジャニーノの娘、恋人、または使用人のいずれかである可能性があるという仮説が導かれた。女性は、パルマの地位と教養のある家柄の出であるペッレグリーナ・ロッシ、あるいはオッタ―ヴィア・バイアルディという説もあり、豪華な衣装から花嫁であるとする説もある。さらに特定の誰かを描いているのではなく、普遍的な女性美を表しているという見方、肖像というより「愛」の願望の謎めいた表現であるという見方もある。
本作の女性の顔はアラバスターのようにつややかで透き通り、顔立ちは優雅で決然としているが、どのような気持ちを見るものに伝えたいのか、まるでつかみどころがない。一方、女性の顔は一見して正面を向いているように見えるが、半時計周りの動きを持っていることが指摘された。この回転により、テンの毛皮をまとった身体の右側が見る者の方へせり出し、逆に身体の左側は闇の中へ後退することで小さくなり、左腕は短縮されている。女性の脚もまた、この回転運動に呼応し、それを強調している。かくして、本作を見る者は、ルネサンスの肖像画に典型的な規範やプロポーションの重視から離れ、パルミジャニーノが代表者であるマニエリスムの美学へと導かれる。画家は、晩年に身体の描写に鏡を用いることで得られる視覚的効果に多大な関心を寄せた。そのことは、ウイーンの美術史美術館にある『凸面鏡の自画像』に結実しているが、本作の女性のポーズにおける視覚の歪曲表現にも見ることができる。